# Дохс
Дохс (вірм. Դողս) — село в марзі Армавір, на заході Вірменії. Село розташоване на правому березі річки Касах, за 8 км на північний захід від міста Вагаршапат, за 2 км на південний схід від села Амберд, за 2 км на схід від села Агавнатун та за 5 км на північ від села Ціацан.
У 894 р. Смбат I переміг Емір Апшина у битві під Дохсом. Сільська церква Святого Степаноса побудована у 19 столітті.